# Сафроновка (Архангельская область)
Сафро́новка — деревня в Ленском районе Архангельской области. Входит в состав Сафроновского сельского поселения.

## География
Находится в юго-восточной части Архангельской области у юго-восточной окраины села Яренск, административного центра района; отделяется от Яренска рекой Кишерка.

## История
В 1859 году здесь (деревня Яренского уезда Вологодской губернии) было учтено 25 дворов; название приводилось как Софроновская (Закишерская). Деревня имела статус казённой. Население в 1859 году составляло 125 человек (67 мужчин и 58 женщин). Из учреждений упомянута «сельская расправа» — первая инстанция судебного учреждения по мелким гражданским делам и проступкам государственных крестьян; иных административных, учебных, церковных и промышленных объектов в деревне не имелось.
До 1963 года название образованной в 1911 году Софроновской волости (затем сельсовета) и деревни Софроновка/Софроновская писалось через «о». 

## Население
Численность населения: 125 человек (1859 год), 261 (русские 95 %) в 2002 году, 288 в 2010.

## Известные уроженцы
- Игин, Фёдор Иванович (1816—1860) — русский живописец, представитель венециановской школы, портретист и жанрист.
- Исаков, Константин Афанасьевич (1912—1986) — советский партийный и государственный деятель, председатель Куйбышевского горисполкома.
- Никулин, Константин Николаевич (1901—1943) — советский военный деятель, командир 154-й стрелковой дивизии РККА, полковник.